# クロスエンタテイメント
株式会社クロスエンタテイメント（CROSS ENTERTAINMENT）は、2010年に奈良県橿原市に設立された音楽事務所である。

## 所属アーティスト
- にしゆき